# Mulher marinha
A mulher marinha é um ser mítico das lendas portuguesas. Ela pode ser descrita como uma espécie de sereia com pés de cabra.
"tinha todas as perfeições até à cintura, que se discorrem na mais fermosa, e somente a desfeavam as grandes orelhas que tinha pois lhe chegavam abaixo dos ombros, e quando as levantava lhe subiam a distancia de mais de meio palmo por cima da cabeça.
Da cintura para baixo toda estava coberta de escamas, e os pés eram do feitio de cabra, com barbatanas pelas pernas".

## referências
- «Historia Tragico-Maritima, Volume XI. pg9»
- «Osoir'Anes, a mulher-que-canta e as tradições familiares do Marinhos» (PDF)